# Épinay-sur-Seine
Épinay-sur-Seine település Franciaországban, Seine-Saint-Denis megyében. Lakosainak száma 53 564 fő (2022. január 1.). Épinay-sur-Seine Enghien-les-Bains, Argenteuil, L’Île-Saint-Denis, Villetaneuse, Deuil-la-Barre, Montmagny, Saint-Gratien és Saint-Denis községekkel határos.

## Népesség
A település népességének változása:
| Lakosok száma | 53 777 | 54 857 | 54 840 | 55 754 | 55 084 | 54 771 | 54 611 | 54 419 | 53 489 | 53 564 |
|               | 2009   | 2013   | 2015   | 2016   | 2017   | 2018   | 2019   | 2020   | 2021   | 2022   |